# Фридрих Фердинанд Константин Саксен-Веймар-Эйзенахский
Фридрих Фердинанд Константин Саксен-Веймар-Эйзенахский (8 сентября 1758, Веймар — 6 сентября 1793, Нойнкирхен) — титульный герцог Саксен-Веймар-Эйзенаха и генерал-майор курфюршества Саксонии.

## Биография
Князь Фридрих Фердинанд Константин родился 8 сентября 1758 года в Веймаре. Он сын герцога Саксен-Веймар-Эйзенаха Эрнста Августа II и его жены Анны Амалии, дочери Карла I Брауншвейг-Вольфенбюттельского. Отец умер за 3 месяца до его рождения. Его мать и бабушка в то время являлись регентами при старшем брате Фридриха Карле Августе.
Фридрих и его брат получали образование у гофмейстера Иоганна Ойсташа фон Гёрца, а позже, у Кристофа Мартина Виланда. После того как Карл Август достиг совершеннолетия, Фридрих продолжил обучение у Карла Людвига фон Кнебеля. Гёрц и Кнебель сопровождали его во время гран-тура в Париж, во время которого во Франкфурте они познакомились с Иоганном Вольфангом фон Гёте.
Фридрих был интровертом, что отдалило его от своего брата, и то, что помешало восстановить отношения с его невесткой и с Гёте. Он влюбился в Каролину Фон Ильтен, но его родственники и Гёте считали что брака быть не может, так как она была из низшего дворянства, ему пришлось прекратить эти отношения. Шарлотте фон Штейн Гёте писал следующее: Меня обвиняют в слезах Каролины, и я виноват в этом. Анна Амалия, мать Фридриха, считала, что только «нищие князья» могут влюбляться в женщину ниже их положения. Тогда Фридрих начал своё путешествие. Его брат Карл Август писал Кнебелю, что он получил письмо из Лондона, которое... не имело никакого содержания кроме поздравления с днём рождения.
После посредничества своего брата, Фридрих вступил на службу в армию курфюршества Саксонии. Он был повышен до звания генерала-лейтенанта и имел свой собственный полк в Наумбурге. Во время войны первой коалиции, он был генерал-майором. Во время движения своего полка с прусской армией, они остановились рядом с Пирмазенсом, где Фридрих заразился дизентерией и умер когда они подошли к Вибельскирхену (ныне часть Нойнкирхена). Похоронен в церкви святого Георга в Эйзенахе.
Женат не был.